# Sławi Merdżanow
Swetosław Szanew Merżanow (bułg. Светослав Чанев Мерджанов, mac. Светослав Чанев Мерџанов; ur. 16 lipca 1876 w Karnobacie, zm. 27 listopada 1901 w Adrianopolu) – bułgarski anarchista i rewolucjonista, założyciel grupy Gemidzii, która zorganizowała zamachy bombowe w Salonikach w 1903. Był lepiej znany jako Sławe lub Sławi Merdżanow.

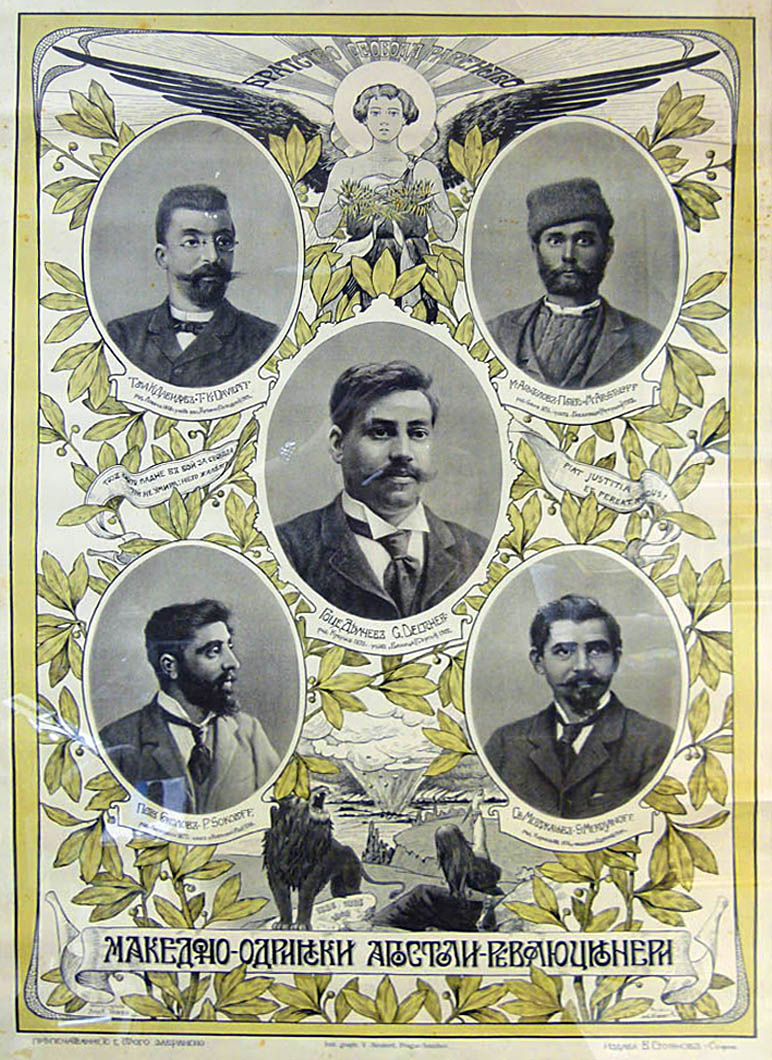
Plakat pamiątkowy IMARO wydany po rewolucji młodotureckiej, który przedstawia Goce Dełczewa i jego towarzyszy: Toma Dawidowa, Mihaiła Apostołowa, Piotra Sokołowa i Sławiego Merżanowa

## Życiorys
Urodził się 16 lipca 1876 w Karnobacie, wówczas części Imperium Osmańskiego. Jeszcze w czasie nauki w liceum w Ruse, dzięki wpływowi anarchisty Varbana Kilifarskiego, dołączył do miejscowej anarchistycznej grupy i nie ukończył szkoły średniej. Podjął pracę u notariusza, następnie wyjechał do Genewy, aby studiować prawo. Tam też przystąpił do anarchistycznej grupy „Geneve”, założonej w 1898 przez Petara Mandżukowa, blisko związanej z Wewnętrzną Macedońsko-Adrianopolską Organizacją Rewolucyjną (WMOR). Po podjęciu decyzji o poświęceniu życia walce o wyzwolenie Macedonii i Tracji spod panowania osmańskiego, w 1899 udał się do Skopje, gdzie po pewnym czasie został aresztowany przez władze i wtrącony do więzienia. Później przeniósł się do Salonik, gdzie spotkał Jordana Szurkowa, którego znał z Płowdiwu. Szurkow był nauczycielem w bułgarskiej męskiej szkole średniej w Salonikach, gdzie przedstawił Merdżanowa, który następnie również zaczął tam pracować jako nauczyciel. Poprzez Szurkowa poznał anarchistyczną grupę Gemidzii. Merdżanow zainspirował niektórych absolwentów swoimi pomysłami. Na spotkaniach grupy odbyły się rozmowy mające na celu uformowanie rewolucyjnego koła, którego zadaniem była zmiana międzynarodowej opinii publicznej w sprawie wolności Macedonii i Tracji z Adrianopolem.
W 1899, Merdżanow wraz z Mandjukowem i Petarem Sokołowem, dołączył do grupy partyzanckiej Goce Dełczewa i został członkiem BMARO. Organizacja działała w górzystych obszarach Pirynu. W 1900 przybył do Istambułu, gdzie utworzył grupę anarcho-terrorystyczną i wraz z Pawłem Szarewem, Mandjukowem oraz Sokołowem brali udział w przygotowaniach do wysadzenia centrali banku osmańskiego, do której wykopali tunel. Grupa ta przygotowała również atak na sułtana Abdula Hamida II. Plan został omówiony z przedstawicielami Armeńskiej Federacji Rewolucyjnej. We wrześniu 1900 policja osmańska zatrzymała członka grupy, a następnie cała grupa została aresztowana. W 1901 więźniowie zostali deportowani do Bułgarii pod naciskiem rządu bułgarskiego. Merdżnow i Sokołow pojechali do Sofii i zaczęli przygotowywać nowe akcje. Jedną z nich było zatrzymanie Orient Expressu na terytorium Turcji w pobliżu Adrianopola i przejęcie poczty w celu sfinansowania przyszłych działań. W lipcu 1901 utworzył nową grupę terrorystyczną z udziałem rewolucjonistów ormiańskich i wyjechał w okolice Adrianopola. Po porwaniu Nuri Beja, syna Mustafy Dertli Chiflika, bogatego mieszkańca Adrianopola, grupa stoczyła potyczkę z żołnierzami tureckimi: Sokołow i dwóch innych członków grupy zginęło, zabito również Nuri Beja. Merdżanow został pojmany żywcem wraz z innym Bułgarem i dwoma Ormianami. Jeńców wywieziono do Adrianopola. Byli poddani torturom, a następnie skazani na śmierć. Merdżanow i jego towarzysze zostali powieszeni 27 listopada 1901 w Adrianopolu.